# جيمس كيروين
جيمس كيروين (بالإنجليزية: James Kerwin)‏ هو مخرج أمريكي، ولد في 13 أكتوبر 1973 في سانت لويس في الولايات المتحدة.

## وصلات خارجية
- جيمس كيروين على موقع IMDb (الإنجليزية)
- جيمس كيروين على موقع أول موفي (الإنجليزية)
- جيمس كيروين على موقع قاعدة بيانات الفيلم (الإنجليزية)
- جيمس كيروين على موقع كينوبويسك (الروسية)